# Trương Thị Dung
Trương Thị Dung (chữ Hán: 張氏容; tháng 4 năm 1712 – 8 tháng 11 năm 1736), tôn hiệu Hiếu Vũ Hoàng hậu (孝武皇后), là một cung tần của Vũ vương Nguyễn Phúc Khoát trong lịch sử Việt Nam. Bà là tổ mẫu của vua Gia Long, vị hoàng đế đầu tiên của nhà Nguyễn.

## Tiểu sử
Trương Dung sinh tháng 3 (âm lịch) năm Nhâm Thìn (1712), còn có húy là Trừ (除) và Hiện (鋧), nguyên quán ở huyện Tống Sơn, tỉnh Thanh Hóa. Bà là con gái của Chưởng cơ Trương Văn Sáng và phu nhân họ Tống. Bà nhập phủ chúa Nguyễn Phúc Khoát khi ông vẫn còn là Thế tử nơi tiềm để, được phong làm Hữu cung tần (右宮嬪).
Cung tần Trương thị cẩn thận giữ kẽ, mang phong thái, cốt cách của các bậc Hậu phi. Bà sinh được cho Vũ vương 4 người con:
- Nguyễn Phúc Chương (1732 – 1763), được gia tặng tước Thành công, có một con gái.
- Nguyễn Phúc Luân (11 tháng 6 năm 1733 – 24 tháng 10 năm 1765), được chỉ định lên ngôi sau khi Vũ vương băng hà, nhưng bị quyền thần Trương Phúc Loan tống giam để lập người em của ông là Nguyễn Phúc Thuần lên ngôi. Ông lo sợ, sinh bệnh rồi mất. Vua Gia Long truy tôn cho cha mình làm Hưng Tổ Hiếu Khang Hoàng đế (興祖孝康皇帝).
- Nguyễn Phúc Dực (1735 – ?), được truy tặng chức Cẩm y vệ Đô chỉ huy ty Đô chỉ huy sứ, tước Ý công, có ba con trai.
- Công nữ Ngọc Dao (? – ?), không rõ truyện, có lẽ là mất sớm, được truy tặng Đệ nhất Cung hoàng nữ, thờ tại hậu đền Triển Thân.

Năm Bính Thìn (1736), ngày 6 tháng 10 (âm lịch), cung tần Trương  Dung mất khi mới 25 tuổi, được truy tặng làm Tu nghi Phu nhân (修儀夫人), sau tấn tặng làm Ôn Thành Thái phi (溫誠太妃). Bà được phối thờ với Thế Tông Nguyễn Phúc Khoát tại Thái Miếu, ở án thứ tư bên trái. Lăng của bà được gọi là lăng Vĩnh Thái (nay thuộc phường Thủy Xuân, Huế).
Năm Gia Long thứ 5 (1806), vua truy tôn cho bà làm Ôn Thành Huy Ý Trang Từ Dục Thánh Hiếu Vũ Hoàng hậu (溫誠徽懿莊慈毓聖孝武皇后). Bài sách văn tấn tôn có lời rằng:
“Bà Đồ Sơn mở nhà Hạ, bà Hữu Nhung gầy nhà Thương. Đẹp cùng sánh với người đời trước lễ nên tôn để hậu báo đền. Kính nghĩ, Ôn Thành Trương Thái phi điện hạ: Bốn đức gồm đủ, trăm nết đều hay, bao hàm rộng sánh đế, trinh thuần đón lấy trời. Tiết tấu ngọc cư ngọc vũ, êm vang ở công đường, lợi ích cái tóc tấc da, để phước cho cháu chắt. Cho nên nay trên nhờ thiêng liêng nối dài ngôi báu, bèn theo lễ to, kính dâng tên quý. Cẩn tiến sách vàng dâng tôn hiệu là Ôn Thành Huy Ý Trang Từ Dục Thánh Hiếu Vũ Hoàng hậu, thờ chung ở gian tả tứ nhà Thái Miếu.”